# Testaccio
Testaccio è il ventesimo rione di Roma, indicato con R. XX.

## Etimologia
Il nome deriva dal cosiddetto monte Testaccio (mons Testaceus), una collina artificiale alta 35 metri formata dai cocci (testae, in latino) e detriti vari, accumulatisi nei secoli come residuo dei trasporti che facevano capo al vicino porto di Ripa grande (Emporium).
Il toponimo indica anche la zona urbanistica 1D del Municipio Roma I di Roma Capitale.

## Geografia fisica

### Territorio
Si trova sulla riva est (sinistra) del fiume Tevere.
Il rione confina:
- a est con i rioni R. XII Ripa e R. XXI San Saba
- a sud con il quartiere Q. X Ostiense
- a ovest con i quartieri Q. XI Portuense e Q. XII Gianicolense

La zona urbanistica confina:
- a est con la zona urbanistica 1C Aventino
- a sud con la zona urbanistica 11A Ostiense
- a ovest con la zona urbanistica 16D Gianicolense

## Storia

### L'emporio romano
Il porto dell'Emporio funzionava fin dall'epoca romana, ed era il punto d'approdo delle merci e delle materie prime (prioritariamente marmi, grano, vino) che, arrivate via mare dal porto di Ostia, risalivano il Tevere su chiatte rimorchiate dai bufali che nel 1842 vennero sostituiti con rimorchi a vapore.
Nei secoli i cocci delle anfore, che servivano a contenere grano e alimenti liquidi durante il trasporto, si accumularono a montagnola: da qui il nome - antico - di monte Testaccio o Monte dei cocci, e la scelta - moderna - dell'anfora come simbolo del rione. Il numero delle anfore accatastate si stima attorno ai 25 milioni. Le anfore vuote che avevano contenuto soprattutto olio venivano rotte in cocci poi disposti ordinatamente per dare stabilità in piramide a gradoni e cosparsi di calce per evitare gli odori dovuti alla decomposizione dei residui organici.
Nei secoli XIII e XIV vi si teneva un palio da cui l'altra denominazione di Mons de Palio.
I marmi, che diedero il nome alla via Marmorata che mette in comunicazione il porto di Ripa con la Porta San Paolo, erano quelli che i romani continuarono ad importare da tutto il mar Mediterraneo via mare fino alla fine dell'Impero, e che nella decadenza di Roma rimasero inutilizzati in grandi quantità, res nullius, per secoli cava a cielo aperto di semilavorati di valore.

### Il Testaccio moderno

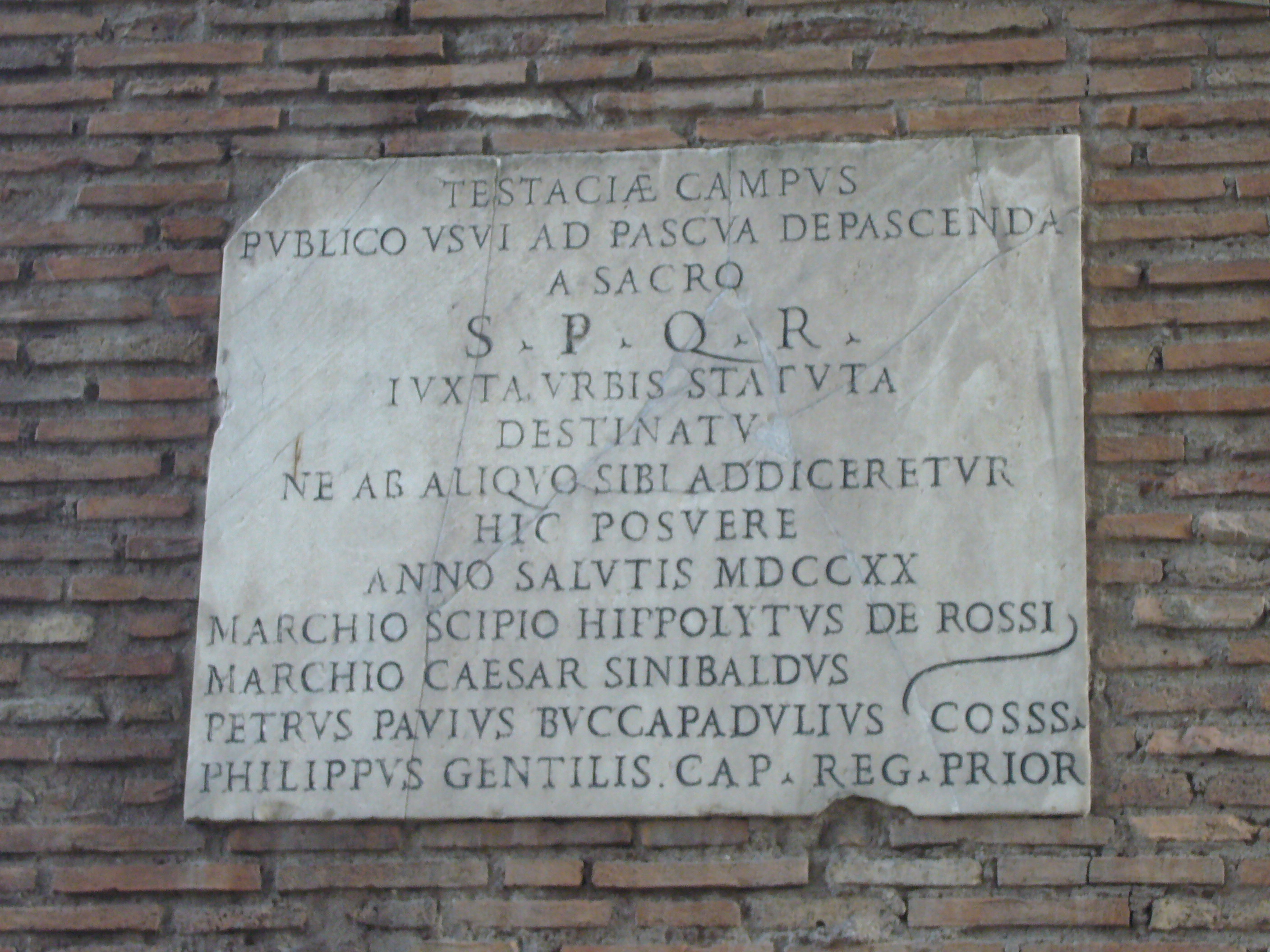
Lapide del 1720 che ricorda l'uso pubblico dei Prati di Testaccio

Fino alla bonifica e alla riorganizzazione urbana iniziata dopo il 1870, che destinò questo territorio e quello lungo la via Ostiense fino alla basilica di San Paolo ad attività industriali e di servizi "pesanti" (ferrovie, mattatoio, mercati generali, fabbrica del gas qui trasferita dal Circo Massimo) la zona, che pure era dentro le mura, era popolata da contadini poveri e pastori, soggetta alle alluvioni del Tevere e infestata dalla malaria, che cominciava alle porte di Roma.
Lo spazio tra il monte dei cocci e le mura era ad uso pubblico, e chiamato «i prati del popolo romano», e i Romani "di città" la frequentavano per diporto: per loro i prati del Testaccio erano destinazione tradizionale delle gite di pasquetta e delle 
ottobrate.
Testaccio è un esempio tipico di urbanizzazione industriale, nata come insediamento abitativo, separato e prossimo, connesso a luoghi di produzione: il rione entro le mura nacque, in effetti, come propaggine residenziale destinata agli operai addetti alle attività che si vennero insediando lungo la via Ostiense dalla fine dell'Ottocento. Da questo punto di vista è un esempio unico, a Roma, di urbanizzazione programmata.

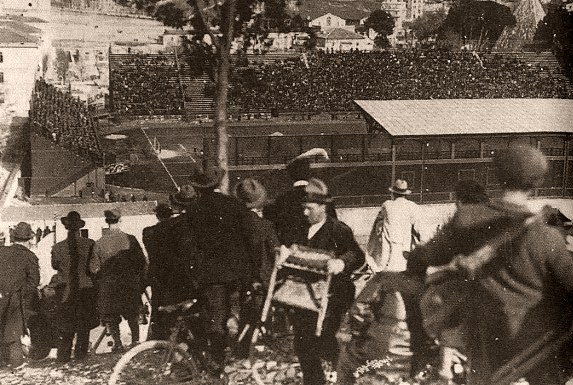
Partita al Campo Testaccio negli anni trenta

Già il primo piano regolatore di Roma capitale, nel 1873, prevedeva che l'espansione industriale della città dovesse avvenire nella zona Ostiense: favorivano questa scelta il territorio pianeggiante e la presenza di varie vie di comunicazione - la via Ostiense appunto, il fiume con il porto di Ripa, e la ferrovia.
Il rione, in quanto entità amministrativa, è di istituzione abbastanza recente: fu scorporato nel 1921 dal vasto e poco popolato rione Ripa, anche se il Testaccio aveva una sua identità da sempre e godeva di non buonissima fama, legata appunto ai traffici del porto e della sua gente: era, insomma, una specie di angiporto di fiume. Ancora nel 1884 in un'indagine del Comune di Roma si leggeva che Testaccio deteneva il primato nazionale del consumo di alcolici.
 Il quartiere divenne tristemente noto agli onori della cronaca negli anni '80 e '90 del novecento in quanto roccaforte dei cosiddetti "Testaccini", una fazione appartenente all'organizzazione criminale Banda della Magliana.

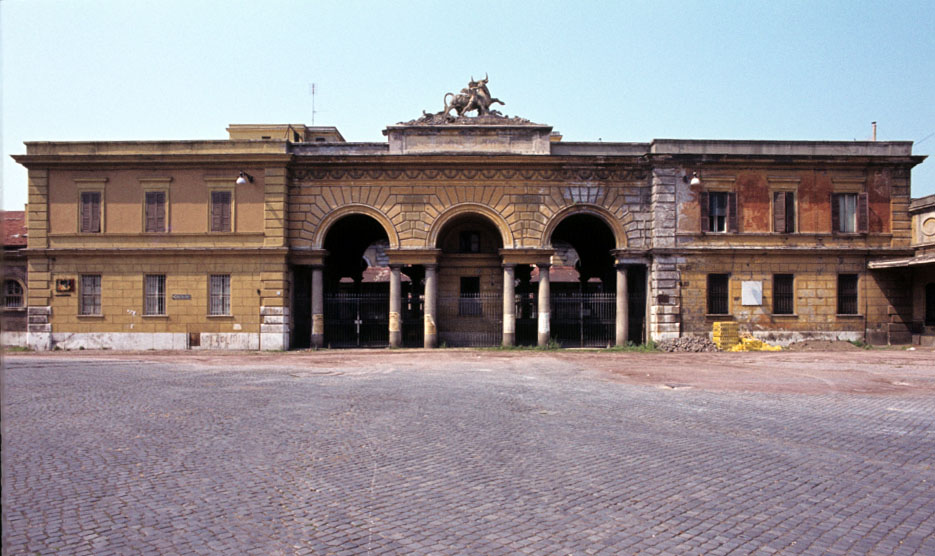
L'ex Mattatoio di Roma a Testaccio 1890 in una foto del 1983

Rione assolutamente popolare, oltre a essere luogo d'elezione dei passatempi e delle scampagnate dei romani, fu la culla dell'A.S.Roma con il suo campo di calcio.

### Testaccio postmoderno
Dagli anni '60 inizia la dismissione delle grandi aree industriali e di servizi localizzate dall'inizio del '900 lungo la via Ostiense. Si cominciò nel primo dopoguerra con il sostanziale abbandono del porto fluviale (dove erano attestati mulini e magazzini della Federconsorzi), per proseguire nel 1963 con l'uscita di produzione della Centrale Montemartini, con la chiusura delle officine del gas, gradualmente sostituito dal metano tra gli anni 1960-70, con la dismissione del Mattatoio di Testaccio divenuto dal 1994 Mercato all'Ingrosso delle Carni e spostato nel nuovo impianto di viale Palmiro Togliatti, per concludere nel 2003 con l'abbandono dei vecchi Mercati generali trasformati in Centro Agroalimentare Roma e trasferiti fuori dal GRA, nel comune di Guidonia Montecelio.

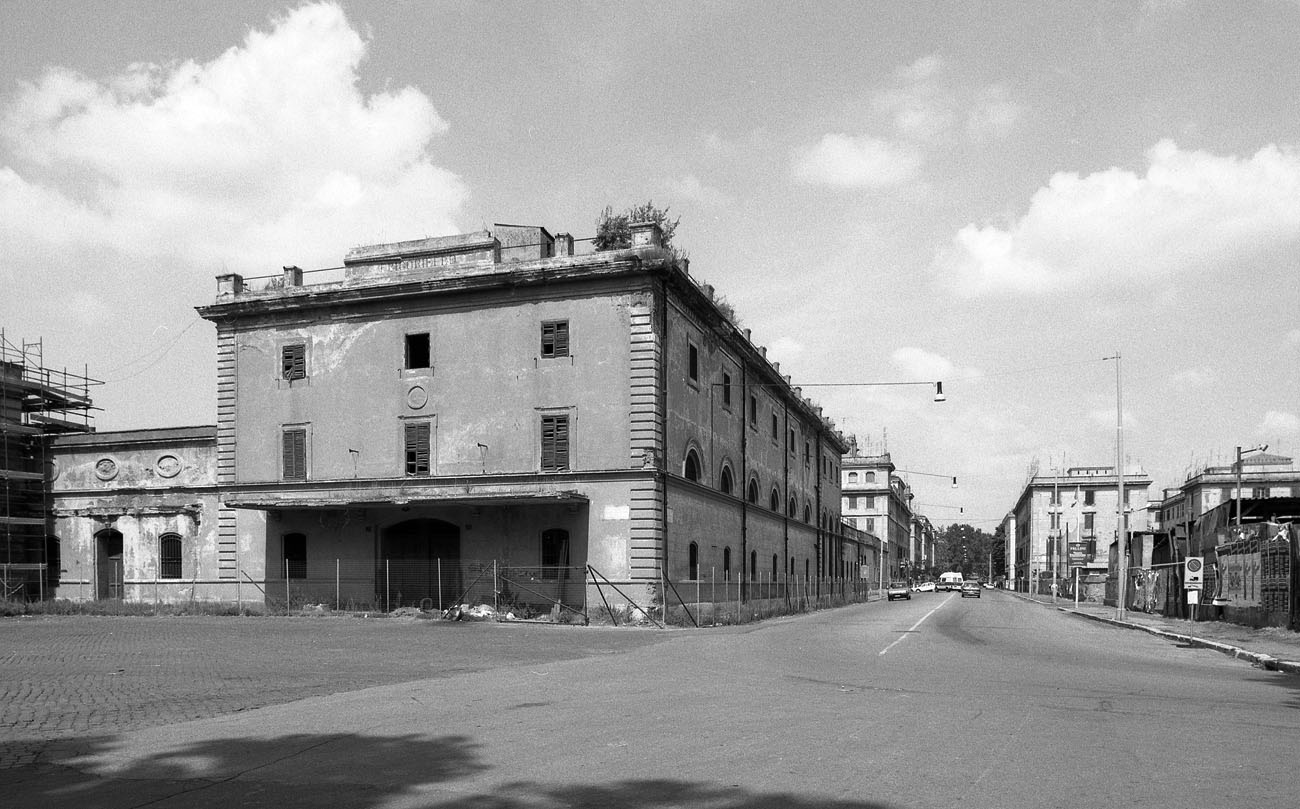
Via Beniamino Franklin nel 1998

A partire dagli anni 1980 il territorio dell'Ostiense e dei suoi storici insediamenti produttivi sono stati prima abbandonati al degrado, poi (sia pure lentamente e faticosamente) interessati da una radicale riconversione nella destinazione d'uso: l'Università degli Studi Roma Tre e nuova edilizia burocratico-amministrativa si sono installate al posto di una parte dei Mercati generali, la centrale Montemartini è stata trasformata in area museale, nel vecchio Mattatoio sono state aperte una sezione del MACRO e la sede del dipartimento di Architettura dell'Università degli Studi Roma Tre, mentre al monte dei Cocci ha la sua sede la Scuola popolare di musica di Testaccio, e così via. Questa evoluzione ha modificato anche il contiguo rione Testaccio, che era nato storicamente come spazio residenziale per i lavoratori dell'area industriale Ostiense e quindi caratterizzato come quartiere operaio e popolare, sia sotto il profilo sociologico, sia sotto quello urbanistico. Il colpo di grazia all'assetto tradizionale del rione è stato dato dal trasferimento dello storico mercato comunale da piazza Testaccio al nuovo spazio attrezzato in fondo a via Galvani (2012). Proseguendo nella modernizzazione, le numerose fraschette, osterie e trattorie di una volta si sono trasformate ora in pub, friggitorie e ristoranti, che ne perpetuano la vocazione "divertentistica".

### Stemma
Di rosso all'anfora d'oro.

## Monumenti e luoghi d'interesse

### Architetture civili
- Cimitero acattolico[3], su viale del Campo Boario.
- Cimitero del Commonwealth[4], su viale del Campo Boario.
- Ex Mattatoio[5], su largo Giovanni Battista Marzi.
- Caserma dei Vigili del Fuoco Alberto De Jacobis, su via Marmorata angolo via Galvani (1928-30). 41.878401°N 12.478943°E

Progetto dell'architetto Vincenzo Fasolo

### Architetture religiose

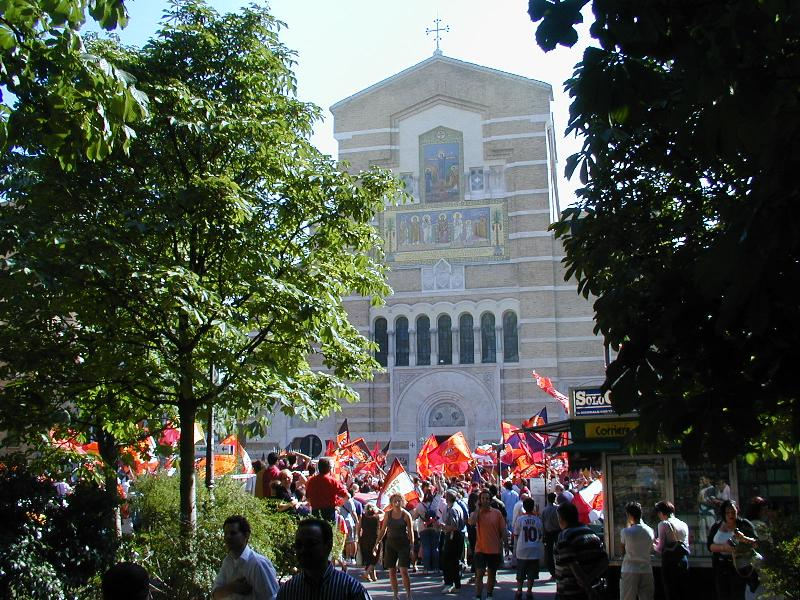
Santa Maria Liberatrice (festa per lo scudetto della Roma, giugno 2001)

- Chiesa di Santa Maria Liberatrice, su piazza di Santa Maria Liberatrice.

È la chiesa del popolo testaccino. Costruita all'inizio del Novecento come parrocchia del rione che ne era ancora privo, le fu trasferito il titulus che era stato della chiesa di Santa Maria Liberatrice al Foro Romano, demolita in quegli anni. Vi fu trasferito l'altare della chiesa antica, e il mosaico della facciata ne riproduce una decorazione.
- Chiesa di Santa Maria della Divina Provvidenza a Testaccio, su via Alessandro Volta.

Chiesa sconsacrata del XIX secolo (1889). Progetto dell'architetto Antonio Lenti, appartiene all'istituto religioso delle Figlie della Divina Provvidenza.
- Cappella del Cimitero acattolico di Roma.
- Edicole sacre (edicole mariane):
  - Piazza Testaccio angolo Via B. Bodoni[7],
  - Via N. Zabaglia angolo Via Galvani[8],
  - Via Marmorata angolo Via A. Manuzio[9],
  - Via N. Zabaglia presso il Campo Testaccio[10],
  - Via Beniamino Franklin angolo Via Galileo Ferraris[11].

### Architetture scolastiche
- IPSSS Edmondo De Amicis, su via Galvani. 41.877906°N 12.477749°E
- Scuola elementare IV Novembre, su via Alessandro Volta. Edificio del XX secolo (1920-23). 41.878395°N 12.475841°E

Progetto dell'architetto Augusto Antonelli. Ospita l'Istituto Comprensivo Elsa Morante.

### Siti archeologici
- Emporium[12]
- Horrea Galbana
- Piramide Cestia[13], su via Raffaele Persichetti.
- Porta San Paolo[14], su piazzale Ostiense.
- Porticus Aemilia[15]
- Sepolcro di Sulpicio Galba[16], su via Giovanni Branca.
- Area archeologica del mercato di Testaccio[17]

### Fontane
Fontana di lungotevere Testaccio

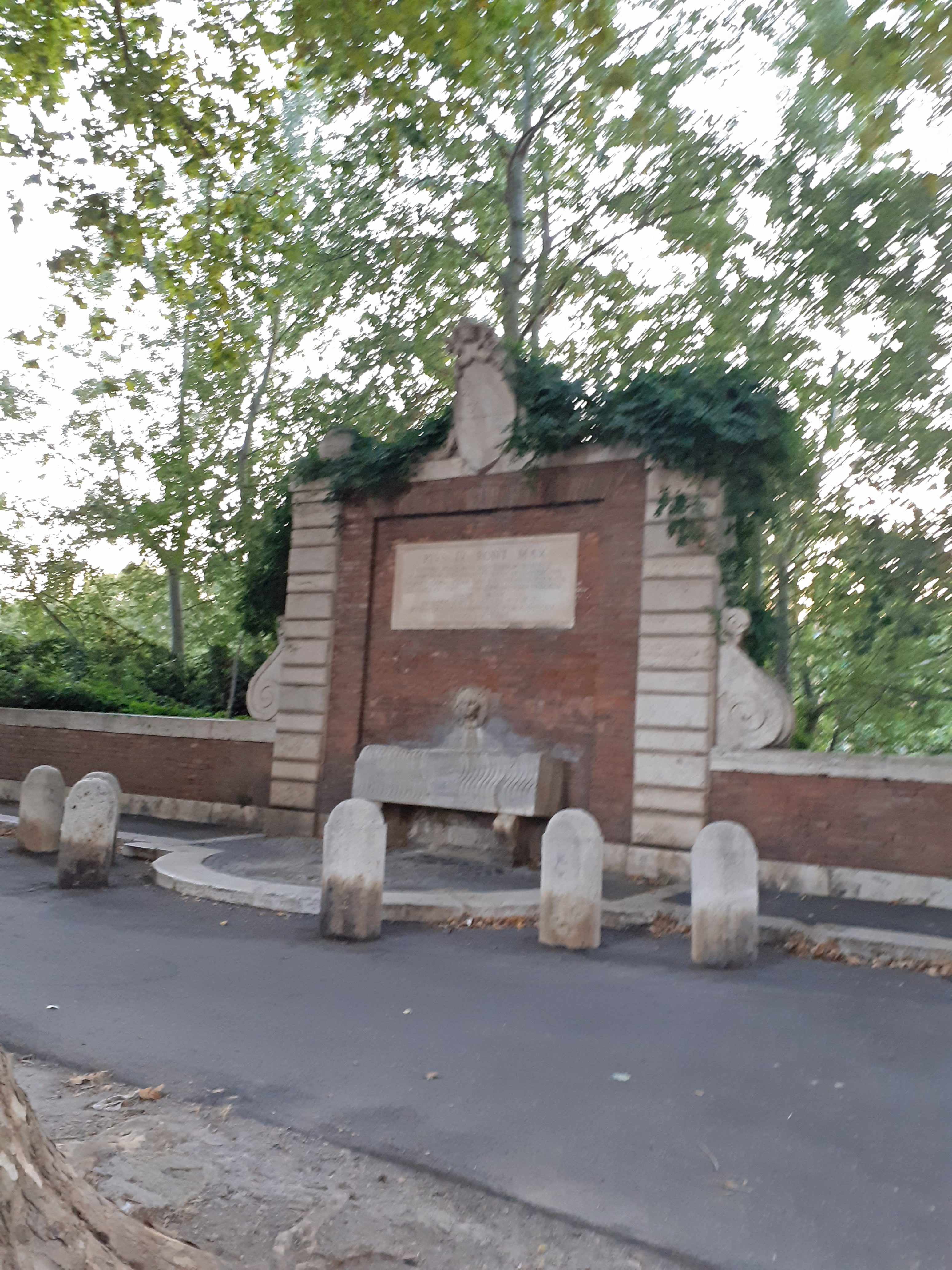
La fontana di Lungotevere Testaccio

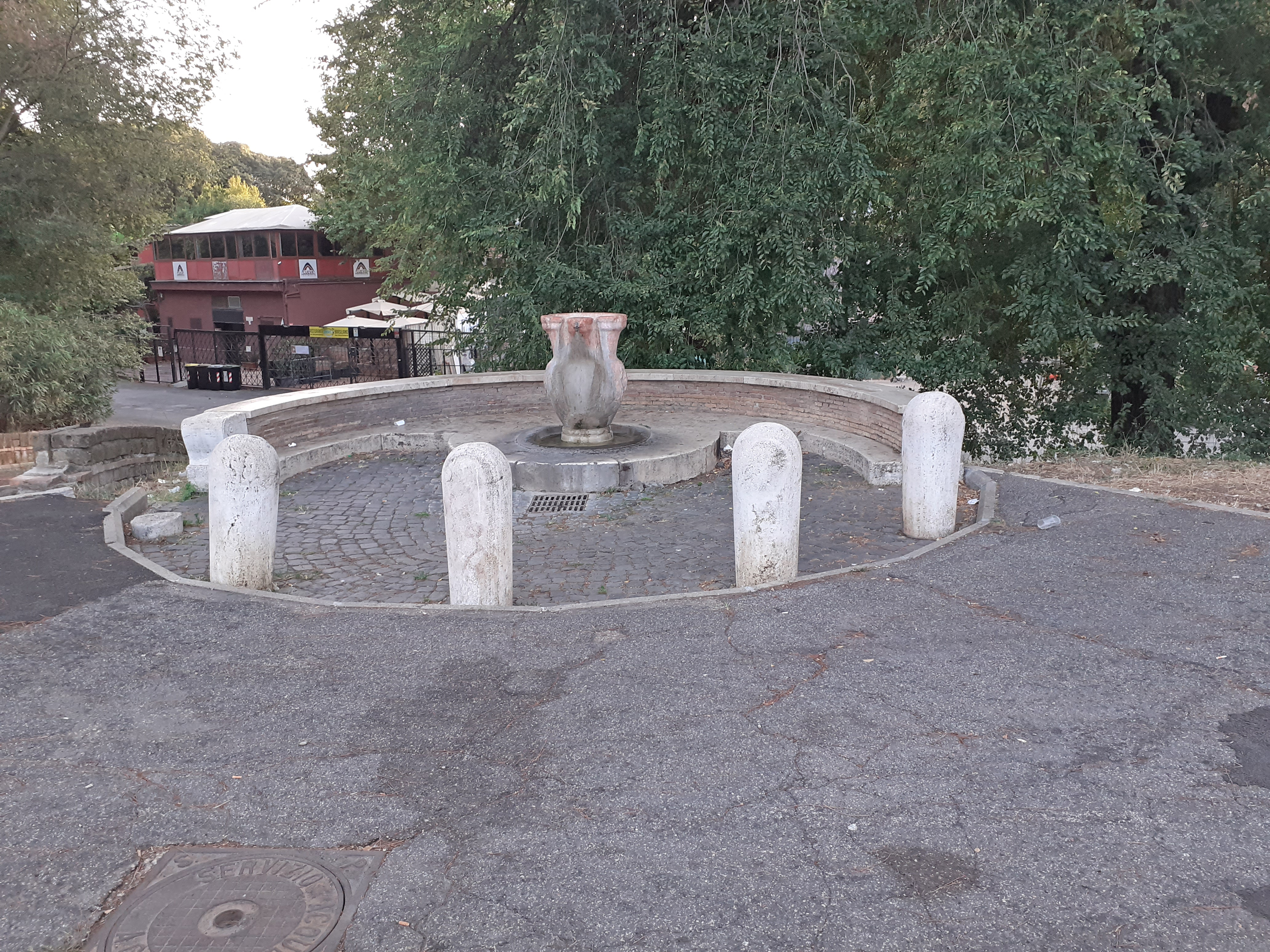
La fontana del Boccale

Fu costruita nel 1869 sotto il pontificato di Pio IX. È costituita da una muratura di laterizi ornata di lesene, volute e festoni con lo stemma papale. La vasca è antecedente, risale al III secolo ed è in stile imperiale. La scritta sui festoni dice:
 La fontana viene detta anche "di Pio IX".
Fontana delle Anfore
È sita al centro di piazza Testaccio.
Fontana del Boccale
È sita in via Nicola Zabaglia in un piccolo emiciclo in muratura. È stata costruita nel 1931 da Raffaele De Vico. La fontana, a forma di un boccale, è sita dentro una vasca circolare e poggiante su materiale di recupero proveniente dalla zona ed è realizzata in marmo vicentino rosso corallo.

### Altro
- Monte dei cocci[22]
- Monumento ai caduti di Testaccio, su piazza di Santa Maria Liberatrice.
- Ex Campo Testaccio, su via Nicola Zabaglia.

## Cultura

### Musei
- Museo della Via Ostiense, nei locali di Porta San Paolo.
- Museo diffuso di Testaccio.

### Teatri
- Teatro Petrolini[23], in Via Rubattino 5
- Teatro Vittoria[24], in Piazza Santa Maria Liberatrice 10

### Cinema
- Cinema Greenwich[25], in via G. B. Bodoni 59

## Geografia antropica

### Urbanistica

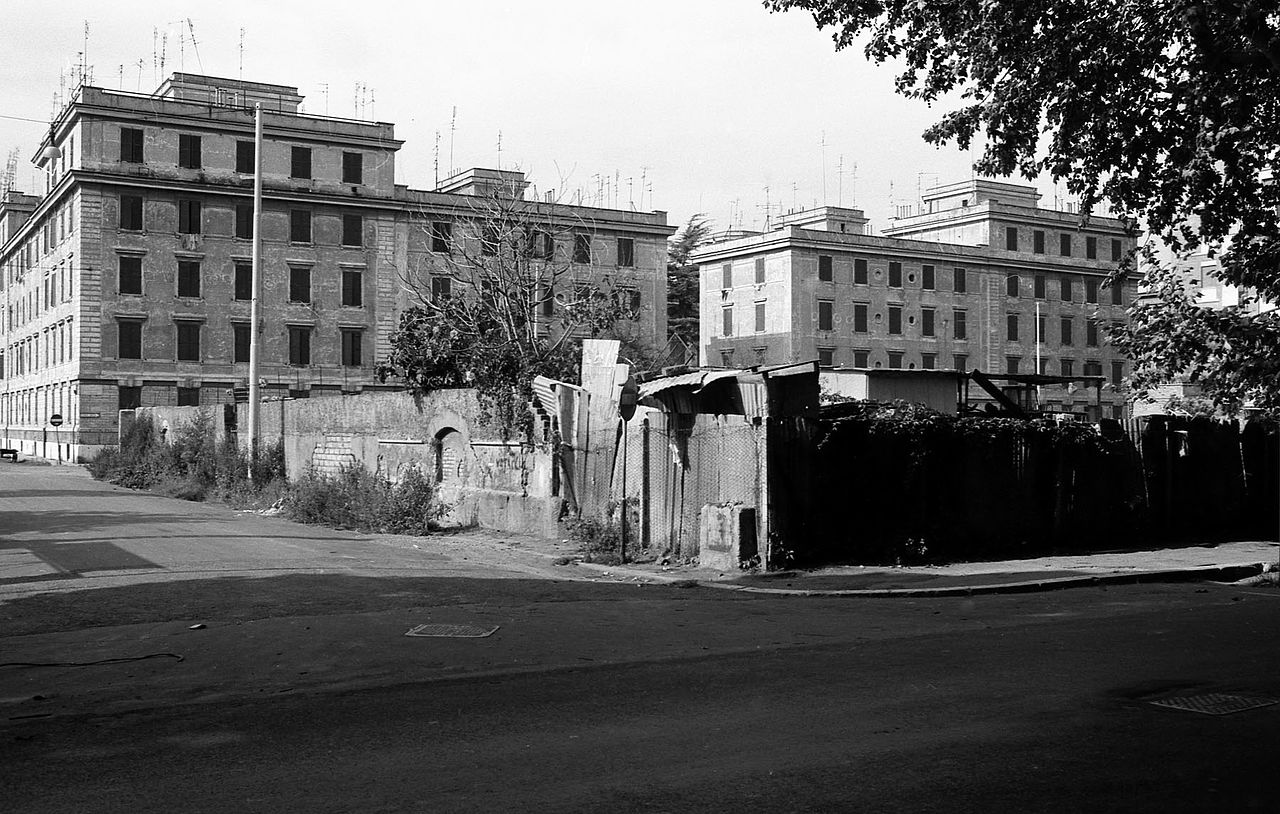
Via Galvani a Testaccio 1981

Piazza Testaccioè il cuore del rione, fino agli anni 2010 sede del grande mercato coperto. Dal 2012 il mercato è stato trasferito nella nuova sede in via Galvani, adiacente al MACRO.
Piazza Santa Maria Liberatriceè il cuore "sociale" del rione. Sulla piazza sorgono, infatti, la chiesa di Santa Maria Liberatrice e il teatro (oggi Teatro Vittoria); al centro c'è un ampio giardino, alberato e costantemente popolato, intitolato alla famiglia Di Consiglio, trucidata alle Fosse Ardeatine.

### Odonimia

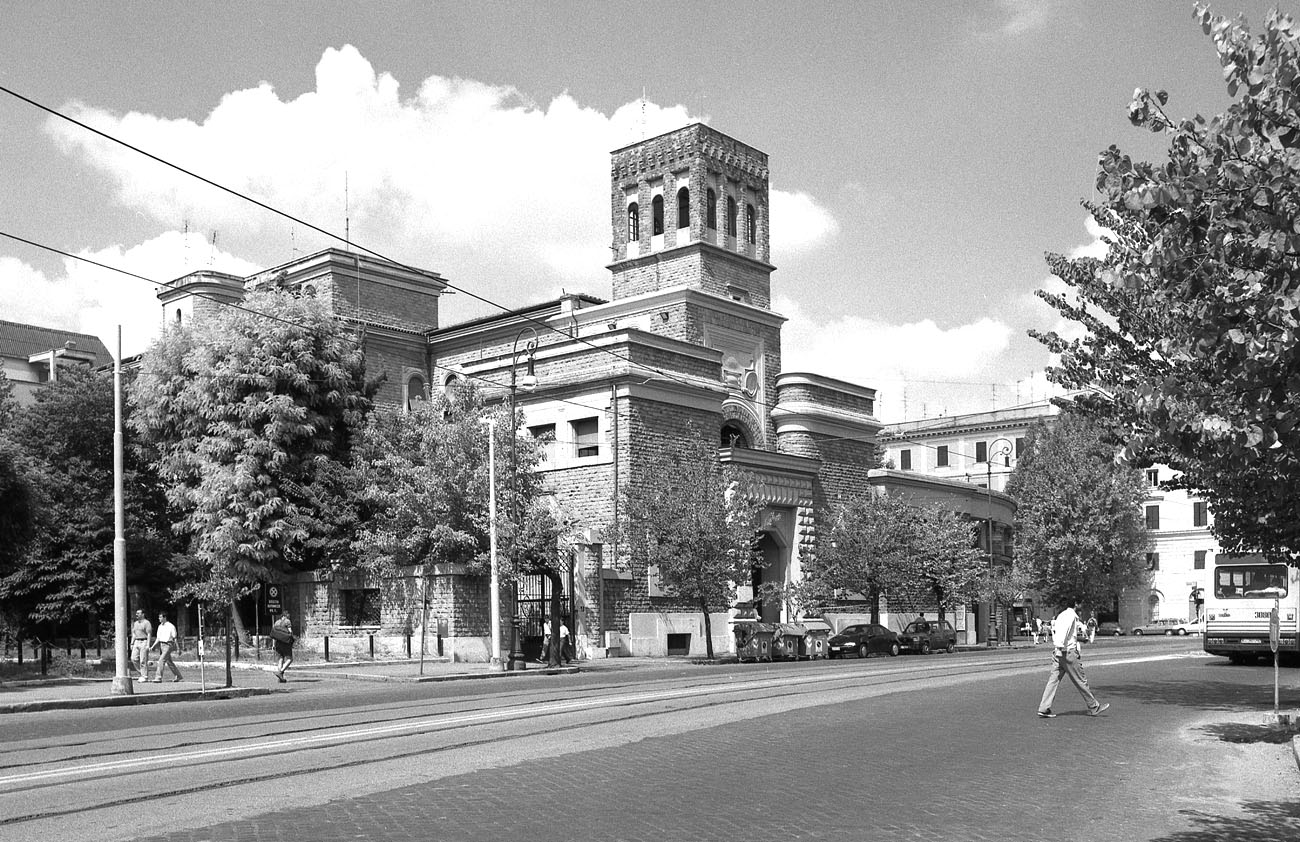
La caserma dei Vigili del Fuoco, costruita fra il 1928 e il 1930

Le strade del rione sono dedicate ad esploratori, navigatori, imprenditori, armatori, ingegneri, scienziati, editori, tipografi, artisti.

## Influenze culturali
- Il mercato del Testaccio ha ispirato una canzone degli Inti-Illimani: El mercado Testaccio, contenuta nell'album Palimpsesto del 1981

- Testaccio è il rione in cui si svolge C'è ancora domani, il film campione d'incassi di Paola Cortellesi uscito nelle sale nel 2023.

## Infrastrutture e trasporti
|  | È raggiungibile dalla stazione Roma Porta San Paolo. |

|  | È raggiungibile dalla stazione di Roma Ostiense. |

|  | È raggiungibile dalla stazione di Roma Ostiense. |

|  | È raggiungibile dalla stazione di Roma Ostiense. |

| È raggiungibile dalla fermata Porta San Paolo | del tram 3 |

| È raggiungibile dalla fermata Marmorata/Galvani | del tram 3 |

| È raggiungibile dalla fermata Marmorata/Vanvitelli | del tram 3 |

| È raggiungibile dalla fermata Emporio | del tram 3 |

| È raggiungibile dalla fermata Porta San Paolo | del tram 8 |

| È raggiungibile dalla fermata Marmorata/Galvani | del tram 8 |

| È raggiungibile dalla fermata Marmorata/Vanvitelli | del tram 8 |

| È raggiungibile dalla fermata Emporio | del tram 8 |